# Peter Schlechtriem
Peter Schlechtriem (* 2. März 1933 in Jena; † 23. April 2007 in Freiburg im Breisgau) war ein deutscher Rechtswissenschaftler.

## Leben
Peter H. Schlechtriem wurde am 2. März 1933 in Jena geboren und studierte Rechtswissenschaft in Hamburg und Freiburg. Nach den beiden Staatsexamina wurde er 1964 an der Universität Freiburg mit einer von Horst Müller betreuten Arbeit über ausländisches Erbrecht promoviert, erwarb 1965 an der University of Chicago Law School den Grad eines Master of Comparative Law und habilitierte sich 1970 wiederum in Freiburg bei Ernst von Caemmerer mit einer rechtsvergleichenden Arbeit über die Anspruchskonkurrenz bei Vertrag und Delikt. 
1971 folgten Rufe an die Universitäten Erlangen und Heidelberg, von denen er denjenigen nach Heidelberg annahm. Peter Schlechtriem leitete dort das Institut für ausländisches und internationales Privatrecht, bis er dann 1977 einem Ruf nach Freiburg als Nachfolger seines Lehrers Ernst von Caemmerer folgte. Einen Ruf nach Wien lehnte er 1984 ab.

## Werk
Schwerpunkte des wissenschaftlichen Werks von Peter Schlechtriem waren das Schuldrecht, die Rechtsvergleichung sowie das internationale Einheitsrecht. Seine Lehrbücher zum Schuldrecht, seine Kommentierungen, Monographien und Aufsätze haben Wissenschaft und Rechtsprechung in hohem Maße beeinflusst. Besonderen Rang genießt dabei der von ihm betreute Großkommentar zum Einheitlichen UN-Kaufrecht. Seine Schriften sind in zahlreiche Sprachen übersetzt worden.
Peter Schlechtriem hat in vielen internationalen Gremien und Kommissionen mitgearbeitet. So war er Mitglied der deutschen Delegation zur Ausarbeitung des UN-Kaufrechts in Wien; bei der Schaffung der neuen Zivilgesetzbücher Estlands, Litauens, der Slowakei und Russlands hat er als Gutachter und Berater mitgewirkt; als Mitglied der Kommission zur Reform des deutschen Schuldrechts hat er dieses Gesetzgebungswerk entscheidend beeinflusst. Er war Mitglied des Deutschen Rats für Internationales Privatrecht, der UNIDROIT Working Group zur Ausarbeitung der UNIDROIT-Principles II, der Study Group for a European Civil Code und in den USA Advisor sowohl des American Law Institute als auch der National Conference of Commissioners of Uniform State Laws.
Von 1990 bis 1997 war er Präsident der Gesellschaft für Rechtsvergleichung.

## Ehrungen
Sein internationales Wirken hatte Anerkennung gefunden in zahlreichen Gastprofessuren und Ehrungen. So war er Gastprofessor in Chicago, Harvard, Wellington, Fribourg, Zürich und Oxford. 1995 erhielt er die Ehrendoktorwürde der Universität Basel und 2002 diejenige der Universität Tartu. 2001 wurde er Fellow am St. Catherine’s College in Oxford. Schlechtriem war Mitglied der Internationalen Akademie für Rechtsvergleichung. Zu seinem 70. Geburtstag wurde ihm 2003 eine umfangreiche Festschrift gewidmet.

## Werke (Auswahl)
- Schlechtriem, Vertragsordnung und außervertragliche Haftung (Habilitationsschrift), Frankfurt am Main 1972
- Schlechtriem/Schwenzer, Kommentar zum Einheitlichen UN-Kaufrecht - CISG -, 4. Aufl., München 2004, ISBN 978-3-406-51565-1
- Schlechtriem/Schwenzer, Commentary on the UN Convention on the International Sale of Goods, 2nd ed., Oxford/München 2005, ISBN 978-3-406-53144-6
- Schlechtriem, Internationales UN-Kaufrecht, 4. Aufl., Tübingen 2007, ISBN 978-3-16-149277-8